# Baba (Krzykosy)
Baba – część wsi Krzykosy w Polsce, położona w województwie wielkopolskim, w powiecie średzkim, w gminie Krzykosy.
W latach 1975–1998 Baba administracyjnie należała do województwa poznańskiego.